# Gai Porci Cató (tribú de la plebs 56 aC)
Gai Porci Cató (en llatí: Gaius Porcius Cato) va ser un magistrat romà que pertanyia a la gens Pòrcia i a la família Catons. Podria ser fill de Gai Porci Cató, cònsol l'any 114 aC, però no és segur.
Es va oposar a Pompeu durant bona part de la seva vida. L'any 59 aC va acusar Aule Gabini, però els pretors no van acceptar l'acusació contra aquest favorit de Pompeu. Per aquest motiu, va dir que Pompeu era un «privatum dictatorem», i la seva audàcia gairebé li va costar la vida.
L'any 56 aC va ser tribú de la plebs, i va impedir que els romans ajudessin a Ptolemeu XII Auletes, rei d'Egipte, enviant-hi tropes perquè els versos sibil·lins, que va aconseguir que alguns sacerdots llegissin davant del poble, anunciaven desgràcies si ho feien.
Es va posar de part de Clodi, i Miló, com a revenja, el va atacar tant com va poder. Va ajudar al triumvirat demorant els comicis per aconseguir l'elecció de Pompeu i Cras com a cònsols l'any 55 aC, maniobra en la qual va ser ajudat per Marc Noni Sufenat, un col·lega en el tribunat.
L'any següent, ell i Noni van ser acusats de violar les lleis Júnia Licínia i la llei Fúfia, proposant lleis sense comunicar-ho prèviament, i en dies inapropiats. Cató va ser defensat per Licini Calvus i Marc Emili Escaure, i va ser absolt, perquè així ho va voler el seu enemic Pompeu.